# Trinità dei Monti
Trinità dei Monti ist eine Denkfabrik mit Sitz in Rom, der das Ziel verfolgt, politische, wirtschaftliche und soziale, nationale und internationale Fragen zu analysieren, mit den entsprechenden Institutionen zu diskutieren und Lösungen vorzuschlagen.

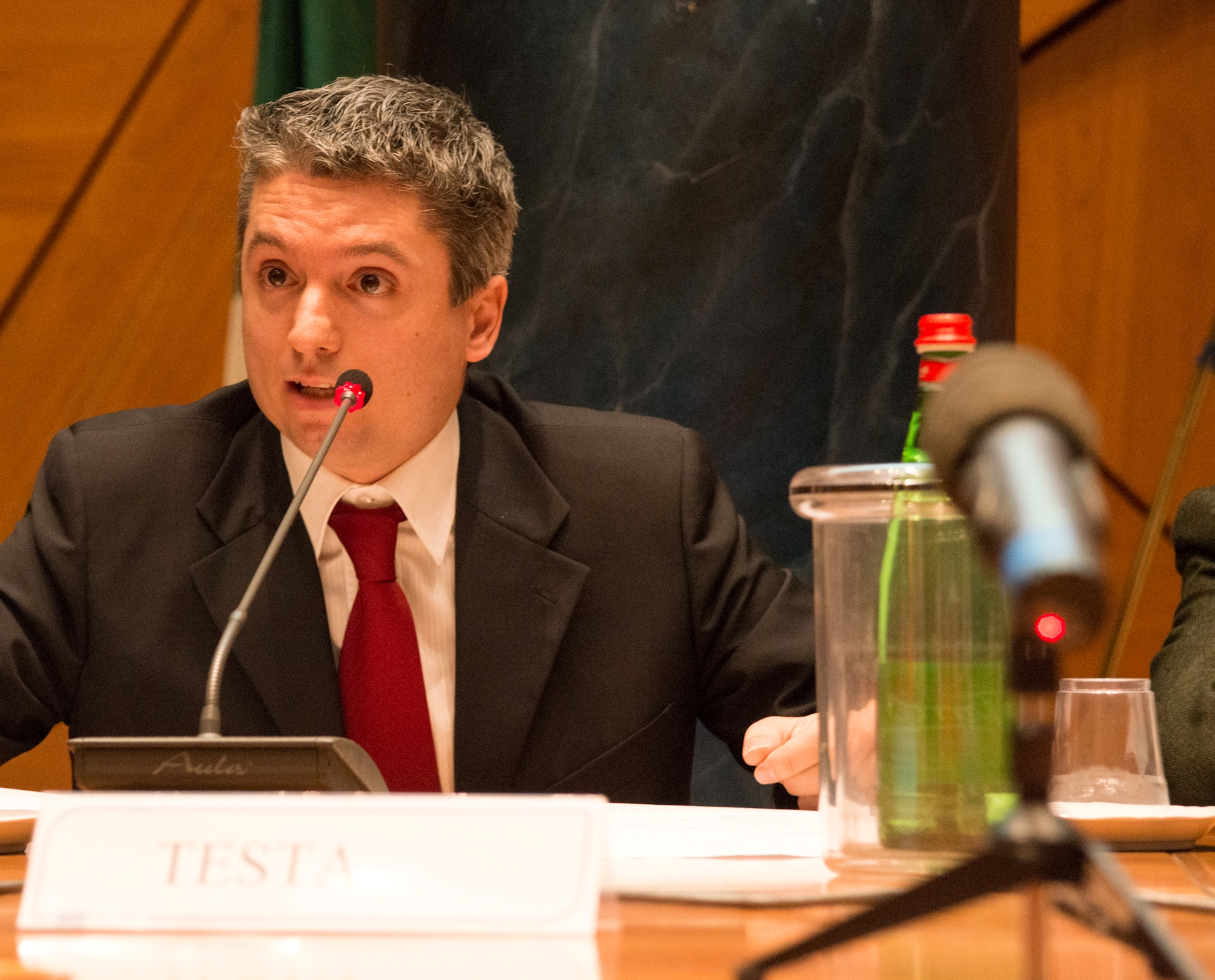
Pierluigi Testa, Präsident der Denkfabrik Trinità dei Monti

## Geschichte

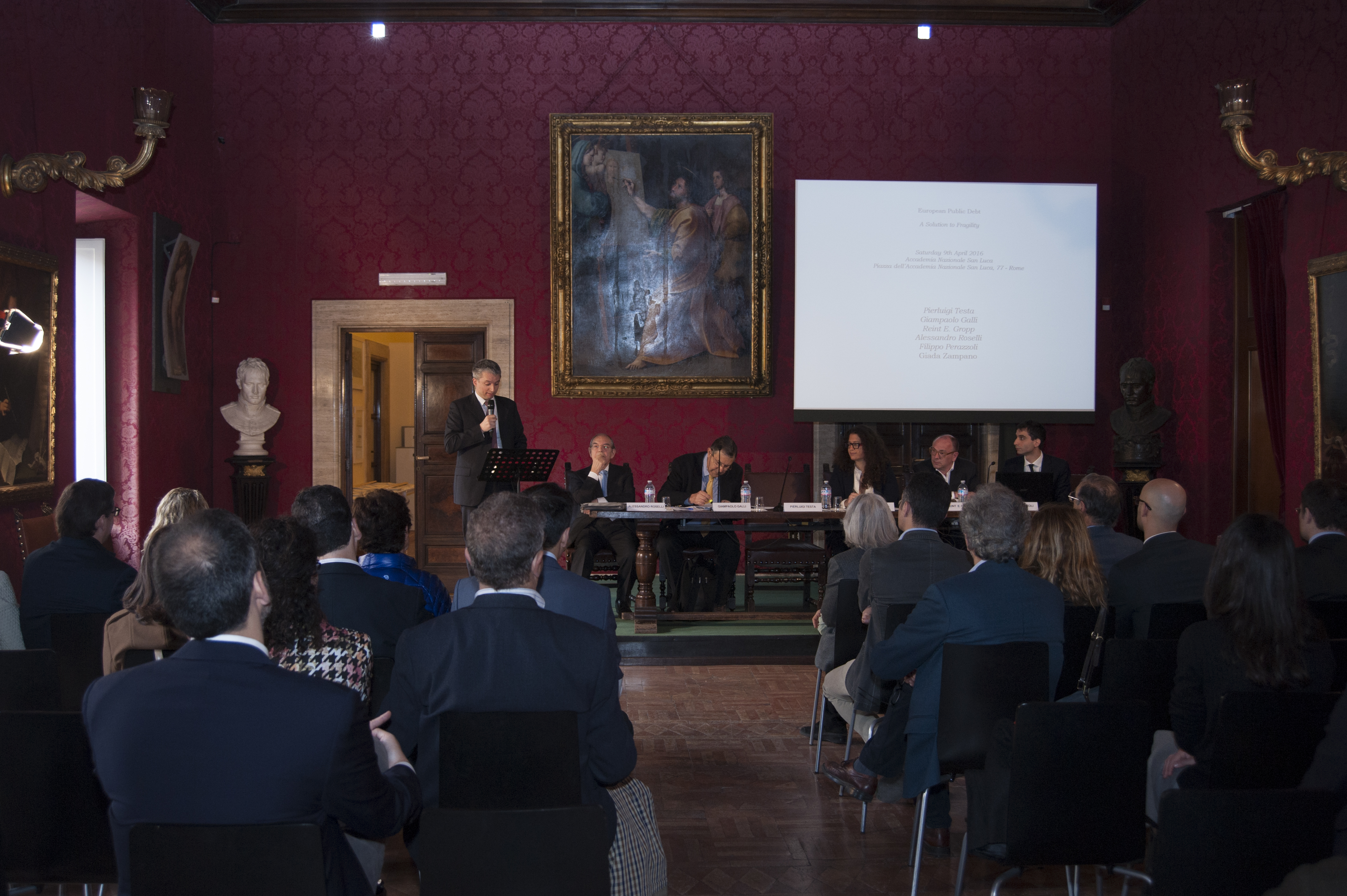
Ein von der Denkfabrik Trinità dei Monti organisierter Workshop an der nationalen Accademia di San Luca in Rom

Die von Pierluigi Testa im Februar 2012 gegründete Denkfabrik Trinità dei Monti ist eine unabhängige Denkfabrik mit mehr als 400 Mitgliedern – davon 50 Gründungsmitglieder –, die sich monatlich im Herzen von Rom an der Spanischen Treppe (Trinità dei Monti) trifft, um die aktuellsten Themen in den Bereichen Wirtschaft, italienische, europäische oder internationale Politik sowie Finanzmärkte oder wichtige gesellschaftspolitische Fragen, zu diskutieren.
Experten aus Institutionen, Bankwelt, Journalismus, Privatwirtschaft oder Lehre werden zu diesen Treffen eingeladen, um ihre Beiträge zu leisten.

## Ziele und Tätigkeit
Das Hauptziel ist es, einen ständigen Austausch zwischen Privatwirtschaft, öffentlichem Sektor und den Staatsvertretern zu gewährleisten, um  Vertretern des Staates Einblick in die Bedürfnisse des Marktes und der Gesellschaft  zu geben und den Entscheidungsträgern Lösungsvorschläge zu präsentieren.
Die Ziele der Denkfabrik sind im Besonderen:
- Analysen und Diskussion über Themen aus den Bereichen Wirtschaft, Recht, Politik aus dem Inland und dem Ausland, Arbeit, sowie Bankwesen und Finanzen,  im Rahmen regelmäßiger Treffen. Dadurch sollen die Debatten in Gang gebracht und die Aufmerksamkeit über Themen, die Italien, die Europäische Union oder die anderen Länder betreffen, hochzuhalten.[4][5]
- den zuständigen Regierungsorganen und den wichtigsten Playern der Industrie konkrete Vorschläge zur Wirtschaftsentwicklung und zur Lösung der Probleme der Gesellschaft zu machen.[6][7][8]
- die Entwicklung und Erleichterung der Beziehungen mit dem Ausland, um den Dialog und die Synergien mit staatlichen, industriellen und internationalen akademischen Institutionen zu stärken.
- die Förderung der Leistung und die Aufwertung  junger Leute durch gezieltes Coaching oder die Einbeziehung in institutionelle Aktivitäten.[9][10]
- regelmäßige Treffen mit berufstätigen Frauen während der so genannten „Womenomics“-Vortragsreihe.

## Struktur
Neben dem Präsidenten und dem Vizepräsidenten sieht die Struktur des Trinità dei Monti einen Vorstand vor.

### Geschäftsführung
- Präsident Pierluigi Testa

### Vorstand
Der Vorstand bleibt fünf Jahre im Amt und besitzt die Vollmacht für alle ordentlichen und außerordentlichen Verwaltungsaktivitäten.